# Antoine Roussel
Antoine Roussel (* 21. November 1989 in Roubaix) ist ein ehemaliger französischer Eishockeyspieler, der im Verlauf seiner aktiven Karriere zwischen 2006 und 2022 unter anderem 643 Spiele für die Dallas Stars, Vancouver Canucks und Arizona Coyotes in der National Hockey League (NHL) auf der Position des linken Flügelstürmers bestritten hat.

## Karriere
Antoine Roussel begann seine Karriere als Eishockeyspieler in der Nachwuchsabteilung der Dragons de Rouen. Von dort wechselte er nach Kanada zu den Saguenéens de Chicoutimi, für die er von 2006 bis 2010 in der Juniorenliga LHJMQ aktiv war. Allerdings wurde der Stürmer nie gedraftet, sondern unterzeichnete zur Saison 2010/11 als Free Agent einen Vertrag bei den Providence Bruins in der American Hockey League. Parallel bestritt er 13 Spiele für deren Kooperationspartner Reading Royals aus der ECHL. Zur Saison 2011/12 wechselte er innerhalb der AHL zu den Chicago Wolves. Im Juli 2012 wurde er von den Dallas Stars aus der National Hockey League mit einem Zweijahresvertrag ausgestattet.
Sein Debüt in der NHL gab Roussel am 1. Februar 2013 beim Spiel gegen die Phoenix Coyotes und erzielte dabei auch den ersten Treffer seiner NHL-Karriere. Er war erst der achte in Frankreich geborene Spieler, der ein Spiel in der NHL absolvierte.
Nach sechs Jahren in Dallas wurde sein auslaufender Vertrag im Sommer 2018 nicht verlängert, sodass er im Juli 2018 einen Vierjahresvertrag bei den Vancouver Canucks unterzeichnete. Vor Erfüllung dessen wurde er allerdings im Juli 2021 samt Loui Eriksson, Jay Beagle, einem Erstrunden-Wahlrecht für den NHL Entry Draft 2021, einem Zweitrunden-Wahlrecht für den NHL Entry Draft 2022 sowie einem Siebtrunden-Wahlrecht für den NHL Entry Draft 2023 an die Arizona Coyotes abgegeben. Im Gegenzug erhielten die Canucks Oliver Ekman Larsson und Conor Garland. Roussel verbrachte eine Spielzeit bei Coyotes. Anschließend beendete der Franzose seine aktive Karriere.

### International
Für Frankreich nahm Roussel im Juniorenbereich an der U18-Junioren-Weltmeisterschaft der Division I 2006 sowie der U20-Junioren-Weltmeisterschaft der Division I 2009 teil. Im Seniorenbereich stand er erstmals bei der Weltmeisterschaft 2012 im Aufgebot seines Landes. Auch bei den Weltmeisterschaften 2013, 2014, als er in das All-Star-Team des Turniers gewählt wurde und gemeinsam mit dem Russen Sergei Plotnikow zweitbester Torschütze hinter dessen Landsmann Wiktor Tichonow war, und 2015 spielte er für die Franzosen in der Top-Division.

## Erfolge und Auszeichnungen
- 2014 All-Star-Team der Weltmeisterschaft

## Karrierestatistik

### International
Vertrat Frankreich bei:
| - U18-Junioren-Weltmeisterschaft der Division I 2006 - U20-Junioren-Weltmeisterschaft der Division I 2009 - Weltmeisterschaft 2012 - Weltmeisterschaft 2013 | - Weltmeisterschaft 2014 - Weltmeisterschaft 2015 - Weltmeisterschaft 2017 - Qualifikationsturnier für die Olympischen Winterspiele 2022 |

(Legende zur Spielerstatistik: Sp oder GP = absolvierte Spiele; T oder G = erzielte Tore; V oder A = erzielte Assists; Pkt oder Pts = erzielte Scorerpunkte; SM oder PIM = erhaltene Strafminuten; +/− = Plus/Minus-Bilanz; PP = erzielte Überzahltore; SH = erzielte Unterzahltore; GW = erzielte Siegtore; 1 Play-downs/Relegation; Kursiv: Statistik nicht vollständig)